# Беро Георгій Леонтійович
Георгій Леонтійович Бе́ро (15 лютого 1957, Сталіно, нині Донецьк — 4 червня 2022, Польща) — український художник, скульптор, педагог. Член Національної спілки художників України і Спілки художників ДНР.

## Життєпис
Закінчив Харківський художньо-промисловий інститут (1987). Головний художник Донецького державного цирку (1977–1980); 1980–82 — художник Донецького художньо — оформлювального комбінату (1980-1982) від 1987 — викладач Донецького художнього училища.
Персональні виставки: 1997, 2005, 2012, 2017 (Донецьк); 2001, 2003 (Салоніки, Греція). Автор скульптур у місті Чженчжоу (Китай).
Після початку російської-української війни 2014 року залишився працювати в Донецьку.
Створював переважно садово-паркові скульптури — монументально-керамічні композиції. У 2006 р. Георгій Беро став переможцем у Донецькому міському конкурсі на найкращий проєкт серії монументально-декоративних скульптур, які нині прикрашають одну із центральних вулиць міста.
2021 року переїхав до Гостомеля (Київська область), а після початку повномасштабного вторгнення — до Польщі, де й помер 4 червня 2022 року.
Дві доньки — Олена та Валентина — продовжують справу батька. 